# 岩壁登攀調査
岩壁登攀調査（がんぺきとうはんちょうさ）とは、地質・岩盤調査の専門技術を持たない登山経験者が、ロッククライミングの技術を駆使して岩壁にとりつき、岩盤の安定状況や、浮石・転石の分布・不安定状況を直接観察する調査のことである。ロッククライミング調査のひとつ。
岩壁登はん調査や、岩壁登攀（とはん）調査ともいう。
近年では技術面や安全面の観点から、ロッククライミング技術を用いない特殊高所技術による調査方法へと移行しつつある。

## 概要
岩壁登攀調査は、ロッククライミング調査の中でも、もっとも熟練と登山経験を要する作業で、落石を誘発する可能性を排除する高度な技術とチームワーク、岩盤や地質状況を的確に観察できる専門技術が不可欠である。
調査結果は、岩壁鳥瞰図（ちょうかんず）等として表現され、落石対策工、斜面安定工などの対策工の設計などに活用される。　遠望調査などの間接的調査手法と違って、はるかに高い精度で、しかも樹木などの障害物や死角に邪魔されること無く正確に調査できる利点がある。

## 調査方法
岩壁登攀調査は、通常、2～3名の複数人で構成される調査チームで行う。　うち1名は対岸等の見通しのよい場所に位置取り、作業全般を統率する。　岩壁に取り付く1名もしくは複数の調査技術者は、各々個別にロープを伝って岩壁を下降しながら調査し、登り返しながら補足調査を加える作業をくりかえす。